# جاسيان تات
جاسيان تات (بالإنجليزية: Jae'Sean Tate)‏ هو لاعب كرة سلة أمريكي يلعب في مركز لاعب هجوم صغير الجسم أو لاعب هجوم قوي الجسم في نادي هيوستن روكتس.

## روابط خارجية
- جاسيان تات على موقع إن بي أي (الإنجليزية)
- جاسيان تات على موقع سبورتس رفرنس (الإنجليزية)
- جاسيان تات على موقع كرة السلة الأوروبية.كوم (الإنجليزية)
- جاسيان تات على موقع إي إس بي إن.كوم (الإنجليزية)
- جاسيان تات على موقع كلية كرة السلة في سبورتس رفرنس.كوم (الإنجليزية)
- جاسيان تات على موقع ريلجم (الإنجليزية)
- جاسيان تات على موقع بروبوليرز (الإنجليزية)